# Majornas BK
Majornas BK är en boxningsklubb i Göteborg.
Klubben bildades 1 maj 1942 av de båda boxarna Kalle Adelsson och Daniel Johansson, som båda tidigare boxades för Redbergslids BK. Klubbens första tränare blev den tidigare proffsboxaren Gunnar Andersson. Bland de boxare som representerat klubben kan nämnas Mikael Ungesson, Bengt Cederqvist och Shadrach Odhiambo.